# Їмк'є Клеверінґ
Їмк'є Клеверінґ (нід. Ymkje Clevering, нар. 17 липня 1995) — нідерландська веслувальниця, олімпійська чемпіонка 2024 року, срібна призерка Олімпійських ігор 2020 року.

## Виступи на Олімпіадах
| Олімпіада  | Дисципліна | Місце |
| ---------- | ---------- | ----- |
| Токіо 2020 | четвірки   | 2     |
| Париж 2024 | двійки     | 1     |

## Зовнішні посилання
- Їмк'є Клеверінґ на сайті FISA.